# Puy-Saint-Pierre

Puy-Saint-Pierre este o comună în departamentul Hautes-Alpes, Franța. În 1 ianuarie 2022 avea o populație de 517 de locuitori.